# Alchemilla appressipila
Alchemilla appressipila é uma espécie de rosácea do gênero Alchemilla, pertencente à família Rosaceae.